# انریکو پروکونی
انریکو پروکونی (انگلیسی: Enrico Perucconi; ۴ ژانویهٔ ۱۹۲۵ – ۱۵ ژوئیهٔ ۲۰۲۰) دونده اهل ایتالیا بود.